# Мустафин, Денис Рафаилович
Демид Рафаи́лович Муста́фин (род. 27 марта 1977) — современный художник-акционист, куратор, видео-художник, дизайнер, музыкант, независимый режиссёр, представитель российского гражданского арт-активизма.

## Биография
Родился 27 марта 1977 года в Самаре.
Поступал в несколько университетов — СГПУ на отделение МХК/режиссуры, в петербургский Институт культуры, снова в Самаре, на психологический факультет, но так и не получил высшего образования, что неоднократно подчёркивал в многочисленных интервью. Большое влияние на творчество оказало взаимодействие со студентами и профессорско-преподавательским составом ИПСИ.
Долгое время в Санкт-Петербурге и в Москве занимался графическим дизайном (газеты, журналы, реклама). С 25 сентября 1996 по 1 января 2005 индивидуальный предприниматель.
Успешно работал арт-директором в рекламных агентствах. В конкурсе «Лучший постер 2005», организованного Outdoor.Ru при содействии Art Directors Club Russia постер компании «Sony» стал лауреатом в номинации «Лучший постер по мнению Outdoor-клуба», Денис выступал арт-директором.
Живёт в Москве с 2001 года.
Художественную деятельность начал в 2009 году. Идеолог молодёжного движения Artyoung, которое манифестировало своей целью «творческое сопротивление меркантилизму, консьюмеризму и банальности, а также унылости и соглашательству».
В 2009 снял фильм «Человек с футляром», продолжительностью 8 минут.

В своём фильме я стремился соединить эстетику «Человека с киноаппаратом» Дзиги Вертова и чеховскую клаустрофобно-антропоморфную футлярность вкупе с неймингом, и, смешивая эти ингредиенты, я находился скорее на территории актуального искусства, чем кино, отчего фильм воспринимается как видеоарт, а не художественный фильм, пусть даже в его малой форме.— Денис Мустафин
В 2010 году организовал альтернативный фестиваль уличного искусства «Пошёл! Куда пошёл?» , вызвавший широкий резонанс в художественных кругах, поскольку являлся жёсткой альтернативой поддержанной Минкультом, ГЦСИ, ММСИ и прочими парадными художественными институциями молодёжной биеннале «Стой! Кто идёт?». За отчётную выставку этого фестиваля в галерее Spider & Mouse Денис Мустафин получил сырную «Премию Серого Обозревателя», учреждённую Мариной Перчихиной, в номинации «освоение внешнего мира».

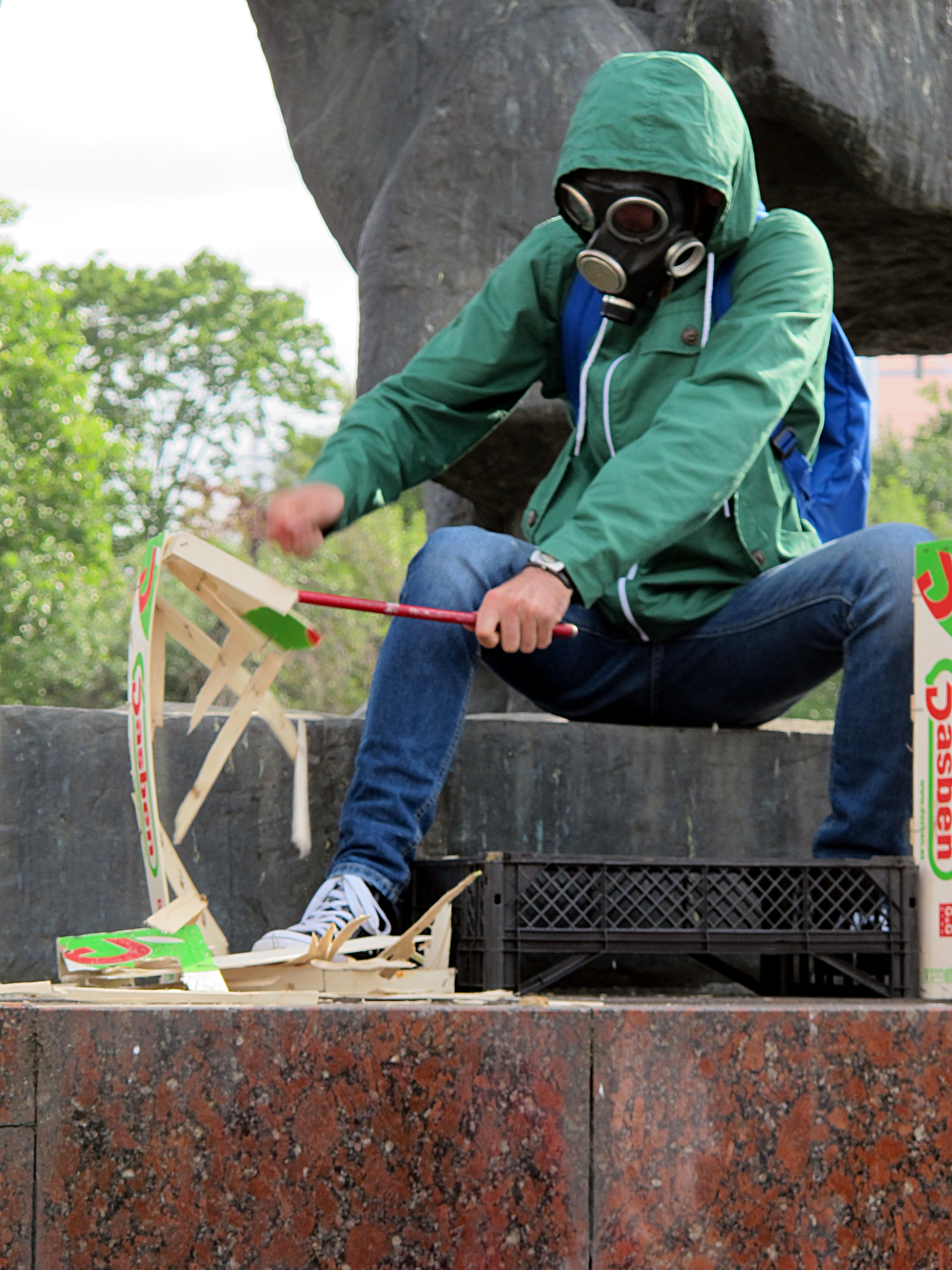
Денис Мустафин на митинге против «Антипиратского закона», июль 2013

С 2010 по 2015 год принимал активное участие в фестивале «МедиаУдар», как автор текстов и проектов.
В 2012 году основал в Москве Творческое бюро «Как это работает?», где была сделана попытка соединить творческое бюро современных художников и коммерческую структуру на территории книжного магазина «Циолковский».
8 сентября 2012 года через бюро «Как это работает?», совместно с Фондом содействия защите здоровья и социальной справедливости имени Андрея Рылькова, организовал на территории Дизайн-завода «Флакон» благотворительный художественный аукцион «Sothebus». Свои работы для аукциона предоставили более 30 известных художников. Полученные средства планировалось потратить на покупку микроавтобуса в рамках программы «Мобильное здоровье для потребителей наркотиков в Москве».
Также в 2012 номинирован на премию «Соратник» — 2012. Совместно с арт-оппозиционером Алексеем Кнедляковским стал организатором премии «Сигнал», которая впоследствии так и не стала полноценной альтернативой независимой премии для российских современных художников.
В 2013 году становится участником музыкальной группы Панк-фракция Красных Бригад (сокращённо ПФКБ). Яркий участник первого состава группы.
В 2013—2014 годах являлся также куратором ежегодной премии «Просто Премия», таким образом образуя леворадикальную альтернативу официальным премиям в области современного искусства.
В 2016 году Денис Мустафин стал лауреатом конкурса «Фабричные мастерские. Сессия III», организованного ЦТИ «Фабрика» в сотрудничестве с Е. К. АртБюро. На выставке, проведённой на ЦТИ «Фабрика» в августе-сентябре 2016 года, Денис выставил проект «Эффект К», кураторами которого выступили Юлия Лебедева и Сергей Трощенков.
В 2017 году принял участие в выборах депутатов Совета депутатов муниципального округа Замоскворечье города Москвы от партии «Яблоко», чем вызвал очередную волну интереса к гражданского акционизму в России.
Снял несколько короткометражных фильмов.

## Акции и перформансы

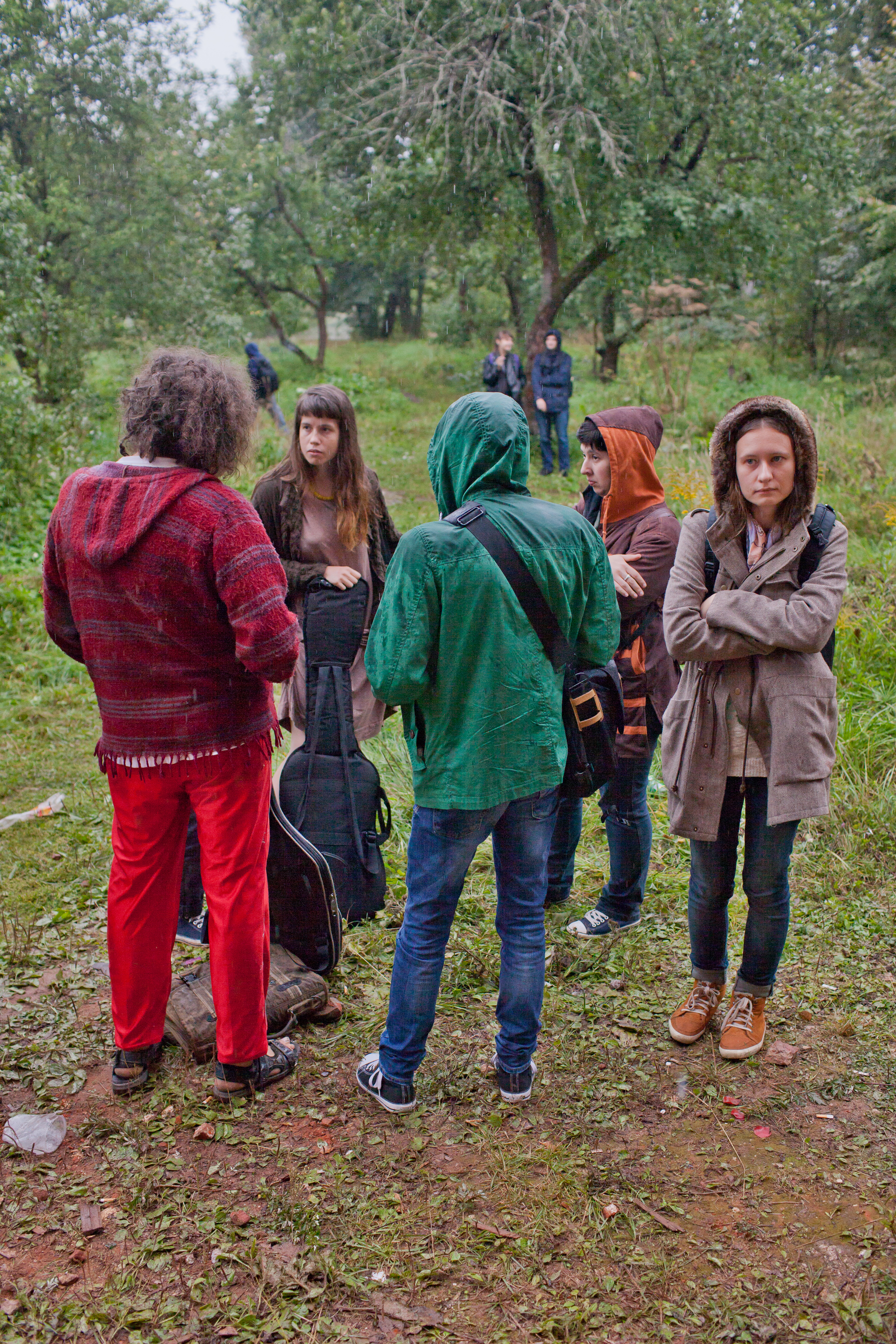
Денис Мустафин (спиной справа) с Антоном Николаевым (спиной слева) и другими художниками, август 2013

Денис Мустафин — автор ярких протестных перформансов, выставок «несанкционированного искусства», инициатор и организатор громких проектов «Свободы!», альтернативного фестиваля уличного искусства, нескольких альтернативных художественных премий в области современного искусства.

В 2009 году я объявил себя художником. В каком то смысле, я был самовыдвиженцем в современном искусстве. Довольно быстро стало понятно, что художественная практика требует взаимодействия с институциями на их условиях, принятия их правил. Тогда я решил действовать самостоятельно и занялся политическим акционизмом, критикуя систему и устраивая многочисленные акции в поддержку художников, уже пострадавших от этой системы.
— Денис Мустафин
Всего Денис Мустафин провёл более двадцати заметных акций и перформансов:
- в 2009 снял в Вышнем Волочке перформативное видео, впоследствии набравшее сотни тысяч просмотров «Я не умею плавать»[30]
- в 2009 документация перформанса MIFORESONANS[31] на выставке «Личинки Будущего» галерея Зураб.
- в 2010 снял серийный видеопроект, посвящённый тотальному-аудио-визуальному-перформансу[32]
- в 2010 году вместе с Матвеем Крыловым провёл у храма Христа Спасителя перформанс «Крестики-нолики»[2]
- в 2010 году провёл в Софии, столице Болгарии, перформанс «Софийский некролог»[33]
- 20 сентября 2010 года в поддержку Олега Мавроматти провёл в Центре современной культуры «Гараж» во время проведения там выставки «100 лет перформансу» несанкционированную акцию «Вас оскорбляет цвет моей крови?»[1]. Критика отметила перформанс Мустафина как самый адекватный и своевременный жест этой выставки[33]
- в 2010 организовал  поэтический митинг у посольства Болгарии в поддержку Олега Мавроматти совместно с Кириллом Медведевым и Владимиром Тучковым[34][35]
- в 2010 году провёл скандальную акция-выставка «Коммунальный блок»[36], в ходе которой Денис захватывал дом Наркомфина на 40 минут. Акция была свёрнута по требованию жильцов, с помощью полиции[37] и была направлена на проблему Генплана развития Москвы.
- в 2011 году на территории «Центра современного искусства» Винзавод провёл партизанскую, чемоданную несанкционированную выставку «Внутренняя эмиграция»[38]
- В 2011 году совместно с Георгием Дороховым, Владом Чиженковым провели акцию «Белый флаг», во время которой они возложили к Мавзолею белые флаги в знак «объявления войны собственному конформизму по отношению к власти»[39][40]
- в 2011 провёл перфоманс «Флаг» в рамках 9 дней перфоманса в галереи на Солянке[41]
- 25 декабря 2011 принял участие в акции «Свобода выбора»[42] в поддержку политзаключённых[43]. Совместно с: группа «ПГ», Дмитрий Булныгин, группа «Бабушка после похорон», Паша 183, Иван Бражкин, группа «Цветафор», группировка «ЗИП» и Владимир Колесников, Юлия Страусова, Софья Гаврилова, Михаил Максимов, Art_buzz, Никола Овчинников, Аркадий Насонов, Алексей Йорш и Таня Кузнецова, Виктория Ломаско, группа «Бомбилы», Влад Чиженков, Наталья Гращенкова, Яна Сметанина, Татьяна Сушенкова, Лусинэ Джанян, Герасим Кузнецов, группа «МишМаш», «Панда-театр», Ольга Хабарова, группа Pussy Riot, группа «ЕлиКука», группа «Киберсекта», группа «Четвёртая Высота», Светлана Шуваева, Александра Галкина, Вадим Калиненко, Alex Schmied, CHRISTIANO, Марко Токсико, MARTIN WARP , Василий Шумов и группа «Центр», Владимир Рацкевич, Силач Бамбула, «Квартира 23», «ИБВЖ», ElgreE,«Девять», о«тЗвуки Му», Аркадий Коц и другие[44].
- 15 мая 2011 году[45] организовал акцию в Химкинском лесу называется «Лесу — лес», в которой принимали участие, например, активисты группы «Война», а медиа-поддержку оказывал Юрий Шевчук[46].
- 8 февраля 2011 провёл акцию «Метростикер»[47]. Акция заключалась в следующем: в нескольких вагонах столичного метро автор поместил листовки с рекламными объявлениями, следующего содержания — «Постановления правительства. Поправки в федеральные законы. Изменения в конституцию. (495) 606-36-02»[5]. Акция попала в обзор издания the-village.ru за 2011 года, рассказывающего о современном городском искусстве[5].
- в 2011 дрался с поэтом Пименовым на выставке Гнутова Саши — «Около рыночный фьюжн № 1» , 6 августа, в книжном магазине «Циолковский» при участии Александра Глибина[48]
- в 2012 году организовал передвижную выставку в автобусе[49]
- 23 сентября 2012 года  совместно с Ильёй Фальковским, Кари Мачет и другими активистами провели акцию «Захвати Арт-Москву/ Occupy Art-Moscow Art Fair» в Центральном Доме художника[50]
- в 2013 году провёл акцию «Магия бунта»[51]
- в 2014 году на торжественной церемонии награждения победителей конкурса в области современного визуального искусства «Инновация» во время речи замминистра культуры Елены Миловзоровой вскочил и стал скандировать: «Слава России! России слава!»[52][53]
- в 2017 проводил акцию за безбарьерную среду. Денис Мустафин наносил маркером отметки на абсурдные недостатки городского пространства. Например, на столб посреди узкого тротуара наносил надпись «Мешает», возле пешеходного перехода нет съезда с тротуара, «Высоко»[27]
- Конец 2017 года связан с диверсионной акцией внесение предметов личной гигиены в жилище знакомых. Акция осталась незамеченной художественным сообществом.

Основное манифестное заявление: «художник — это каждый человек, считающий себя таковым»: это не должность, а способ самоосвобождения.
Денис Мустафин неоднократно мифологизировал свою биографию. В 2011 для одной из выставок смоделировал биографию, в которой сюжетная линия следующая: главный герой — отец-военный, происходит ссора с последним  и Денис уходит в креативный класс.
Денис встал в один ряд Анатолием Осмоловским, Игорем Шуклиным и Олегом Куликом, проведя несколько арт-провокаций.

Акционизм — это подготовка к восстанию, закамуфлированная под искусство.
— Денис Мустафин

## Видеоарт
Восьмиминутная работа «Человек с футляром» показана в кинотеатре «Пионер» в рамках клуба «Сине фантом», в программе 18-го этапа «Селекции». Участник конкурсной программы Московского фестиваля короткометражных фильмов 2009 года.
Видео-арт «Разрыв связи» летом 2009 года экспонировался на выставке «Моя любовь, мои друзья» в ММСИ.
Осенью 2009 года Денис участвовал в выставке «Личинки Будущего» в Галерее искусств Зураба Церетели с тотальным медиаисследованием «Мифорезонанс» (с использованием видео).
Видео «Тайное место» — участник Восьмого Канского видеофестиваля.
Работа «In the movie» — участник основной конкурсной программы Второго Челябинского Нет-фестиваля видеоарта и анимации, 5—7 ноября 2009 года.
Работа 2014 года «Сцена смерти/Death Scene» (1 минута) была представлена на конкурсной программе VI Международного фестиваля видео-арта «Сейчас&Потом» Экология без границ 2016.
Работа 2017 года «Без названия» представлена на третьем фестивале DIY-культуры «Горизонталь» в ДК «Делай Культуру».

## Кураторская деятельность
15 января 2010 совместно с Татьяной Шерстюк выступил куратором трёхдневной художественной выставки-протест «Свободы!..», которая располагать в трёхкомнатной квартире Татьяны. В экспозиции были представлены около 30 работ — картины, фотоработы, инсталляции, видеоролики.
В 2010 году выступил куратором московской "Антибиеннале «Пошёл! Куда пошёл?», в рамках которой на путепроводе Руставели прошла выставка «Трансформация», и выставка «Инфраструктура», которая проходила 20 июня в тоннеле под каналом Москва-Волга на Волоколамском шоссе и в пешеходном переходе над шоссе. В своём манифесте фестиваль объявлял о творческом сопротивлении меркантилизму, консьюмеризму и банальности, а также унылости и соглашательству. Выставочным пространством фестиваля стало городское пространство. Одной из акций фестиваля стала выставка «Запретное искусство. Процессуальное», в ходе которой на одном из московских заборов в районе м. Новослободская (а именно — возле Театра российской армии) появилась надпись «Запретное искусство. Процессуальное». На выставке были представлены документация ряда уличных протестных акций, как написано в тексте «произведения, не разрешённые к показу на улицах России в нулевых годах нынешнего столетия». Рассмотреть экспонаты зритель мог только через отверстия в заборе, и то, если ему позволял рост.
15 мая 2010 года выступил, совместно Антоном Николаевым, куратором акции-выставки «Коммунальный блок» при поддержке профсоюза уличного искусства, которая прошла в доме Наркомфина на Новинском бульваре, при поддержке «Архнадзора».
28 мая 2011 организатор семинара «Безопасность при организации и проведении художественных массовых мероприятий», проведённом при поддержке Союза художников России в Сахаровском центре.
В июне 2011 куратор (совместно с Матвеем Крыловым) выставки «Поколение художников, пожелавшее остаться неизвестными» галерея Spider & Mouse.
В 2013—2014 годах являлся куратором ежегодной премии «Просто Премия»
В 2013 году куратор выставки уличных трафаретов «Трафы» в центре дизайна Artplay, в рамках фестиваля МедиаУдар, где экспонировались трафареты, которыми иллюстрируются какие-то политические высказывания, акции на улицах Москвы.
16 по 20 марта 2016 в Центре творческих инициатив «Фабрика» в Москве прошла выставка N-Teo, где кураторы (Денис Мустафин, Сергей Трощенков и Анна Бражкина) решили выяснить, является ли лидер движения «Божья воля» Дмитрий Энтео (Цорионов) современным художником и куда в хронике российского акционизма он может попасть, экспонировав документацию всех его акций, фото, видео и так далее вплоть до твитов в Сети. Художественное сообщество посчитало акцию остроумнейшим ответом на консервативно правые настроения в обществе.
Занял важное место куратора в московских художественных самоорганизациях. Интервьюирован в рамках проекта «Открытые системы. Опыты художественной самоорганизации в России. 2000—2015» Сашей Обуховой в рамках публичной программы выставки Луиз Буржуа в Музее современного искусства «Гараж».
2019  куратор выставки "ShotList" (Новое крыло Дома Гоголя).
2020 куратор выставки "На краю света" Людмила Зинченко, Галерея "Электрозавод".

## Выставки
2009
- «Мастерская-09» в ММСИ[59];
- «Одна шестая плюс» в галерее «Зураб» в рамках Третьей Московской биеннале[59];

2010
- квартирная выставка-протест «Свобода»[1][64] совместно с Татьяной Шерстюк[85]. Выставка прошла в средних размеров трёхкомнатной квартире на юге Москвы. Среди представленных экспонатов были работы и молодых художников, и уже довольно известных — Олега Мавромати, Авдея Тер-Оганяна, группы «Синие носы». ;
- выставка «Запретное искусство. Процессуальное»[86];

2011
- 15 января на территории Центра современного искусства «Винзавод» прошла партизанская, чемоданная выставка «Внутренняя эмиграция». На выставке было представлено более 20 художников. Экспозиция была размещена в огромном чемодане. Никакой договорённости с Винзаводом не было, разрешения не спрашивали[38];
- выставка «Скифы мы!» в Зверевском центре современного искусства[87];
- выставка «Платформа Химки» в книжном магазине «Гилея»;
- выставка «Лесу — Лес!» Land-Art-Open-Air в Химкинском лесу[45][88];

2012
- 31 марта «Автобусная выставка»[89][90][91] (Free Pussy Riot Bus), выставка номинирована на номинацию «акции, реализованные в городском пространстве» альтернативной премии «Российское активистское искусство» — 2012[92] ;

2014
- 26.03 — 4.05.2014 Выставка работ номинантов IX Всероссийского конкурса в области визуального современного искусства. Государственный центр современного искусства (Зоологическая улица, 13), ЦУМ Art Foundation (улица Петровка, 2);

2016
- проект «Эффект К»[93][94];

2017
- 19 августа «Без названия» (видео-арт) представлен на третьем фестивале DIY-культуры «Горизонталь» в ДК «Делай Культуру»[95];
- «Анонимные мужчины», Москва, Центр творческих инициатив «Фабрика»;
- «Поли клин» в Зверевском центре современного искусства.

2018
Проект  «Видеозапись передаётся в правоохранительные органы», Москва, Центр творческих инициатив «Фабрика»
2019
«Удаление», Москва, Центр творческих инициатив «Фабрика» (Проект реализован в рамках программы «Фабричные мастерские. Сессия VI» и входит в Параллельную программу 8 Московской биеннале современного искусства)

## Оценка творчества
В обзоре портала be-in.ru стоит в одном ряду с такими художниками как Барбара Крюгер, Сантьяго Сьерра, Ханс Хааке.
Художественная критика отмечает явно протестный вектор в творчестве Дениса:

Его любимый стратегический ход — действовать в чужом поле, отчего само это поле становится видимым, проявляется. Он участвовал в несанкционированной выставке в Доме Наркомфина, которая продлилась сорок минут. Стоял в одиночном перформансе у храма Христа Спасителя с табличкой на шее: «ПОДАЙТЕ на меня в суд по статье 282».
— Алексей Цветков-младший
Денис известен своими критическими художественными и политическими высказываниями в адрес российской государственной системы:

Атака на арт-активизм со стороны властей идёт успешно, большая часть ярких радикальных арт-активистов совсем недавних лет практически исчезла с повестки дня. Когда мы спрашиваем себя, что в 2015 году сделала группа Pussy Riot, самая известная арт-активистская группа в стране, мы не можем вспомнить ни одной акции, которая была бы проведена в России. Групп «Война» и «Бомбилы» давно уже нет. Активистское творчество таких ярких людей, как Денис Мустафин, Матвей Крылов и Лусинэ Джанян, фактически осталось в прошлом.
— Культуролог Алек Эпштейн, один из создателей премии «Российское активистское искусство»
Елена Зейферт особо выделяет работу «Акцентизм и постакцентизм», где автор придумал несуществующие художественные направления, написал биографии вымышленных мастеров искусства и создал за них живописные работы, графику, в том числе стилизации под эскизы.

Денис Мустафин и Татьяна Волкова придумали акцию — сделать выставку в автобусе, который 31 марта 2012 года отправится с Триумфальной площади; развесить внутри работы, созданные художниками в поддержку Нади, Маши и Кати и права на свободу творчества в целом, и поехать по Садовому кольцу. Мы ещё не осознаём, но это событие имеет для истории не меньшее значение, чем бульдозерная выставка 1974 года, но я уверен, что вдумчивые искусствоведы будущего будут оценивать её именно так.
— Алек Эпштейн

## Преследования
В ноябре 2010 на Дениса Мустафина и художника и куратора Антона Николаева (арт-группа «Бомбилы») было подано заявление в московскую районную прокуратуру от радикальной православной организации «Народная защита», с просьбой возбудить уголовное дело по ст. 282 за выставку «Инфраструктура», проходившую в рамках Молодёжной антибиеннале в июне 2010, за экспонирование «Иконы Pussy Riot» на #ОккупайАбай.
24 июня 2011 Денису Мустафину как участнику акции «Белые флаги» было предъявлено обвинение по ст. 20.2 ч. 2 КоАП РФ. Суд по данному делу состоялся 28 июня.

## Цитата
Одно дело — привлекать художника на корпоратив или какое-то мероприятие, где ему платят деньги, и он устраивает шоу, это одна история. А здесь такое поле нестабильное. Никто не обращается к странным людям, к нему как к медиуму, чтобы что-то донести. Это бред, я думаю. 
— Денис Мустафин по поводу художника Петра Павленского

## Аудио
- Елена Фанайлова. Свобода в клубах. Поход на мэрию. Радио «Свобода» (16 июля 2017). Дата обращения: 9 января 2018.

## Видео
- Трансформация — открытие фестиваля «Пошёл! Куда пошёл?»
- Панк Фракция Красных Бригад — первый состав с участием Дениса Мустафина
- Вас оскорбляет цвет моей крови? — партизанский перформанс